# Helge Liljebjörn
Helge Liljebjörn (né le 16 août 1904 en Suède et mort le 2 mai 1952) était un joueur et entraîneur de football suédois.

## Biographie

### Joueur
Durant sa carrière de club, il évolue exclusivement dans le club suédois du GAIS (équipe de Göteborg) entre 1928 et 1937.
Au niveau international, il joue avec l'équipe de Suède pendant la coupe du monde 1934 en Italie.

### Entraîneur
Entre 1941 et 1943, il devient l'entraîneur de son ancien club du GAIS.